# Generalità (carattere della norma)
La generalità è il carattere della norma giuridica che non si rivolge ad uno o più soggetti determinati ma ad una pluralità indeterminata di soggetti. Si pensi ad una norma che punisce l'omicidio, la quale si rivolge ad una pluralità indeterminata di soggetti (tutti coloro che hanno commesso un omicidio), non ad un soggetto determinato (X che ha commesso un omicidio). È generale la norma che possiede tale carattere, particolare (o ad personam) quella che non lo possiede.

## Collegamento con l'astrattezza
La generalità della norma è collegata all'astrattezza, sebbene possano esistere norme astratte ma non generali e norme generali ma non astratte. L'una e l'altra rispondono ad una triplice esigenza: ovviare all'impossibilità pratica per l'ordinamento di prevedere tutte le possibili combinazioni e varianti che si possono verificare nella realtà; assicurare la certezza del diritto, prevedendo compiutamente a priori le regole cui i soggetti si debbono attenere; assicurare uniformità di disciplina e, quindi, parità di trattamento.
Vi possono essere diversi gradi di generalità ed astrattezza: il massimo grado di generalità è raggiunto dalle norme che si rivolgono a "chiunque" (si pensi all'art. 575 del Codice penale italiano: "Chiunque cagiona la morte di un uomo è punito con la reclusione non inferiore ad anni ventuno"), il massimo grado di astrattezza da quelle che si riferiscono a "qualunque fatto". Le norme che presentano il massimo grado di generalità e astrattezza sono dette di diritto comune o generale, in contrapposizione alle norme di diritto speciale che delimitano la classe dei soggetti cui si rivolgono o dei fatti cui si riferiscono, sottraendoli all'applicazione del diritto comune (si noti che anche queste norme sono generali ed astratte, ma tale carattere è circoscritto entro la classe dei soggetti o fatti da esse delimitata).
Un tempo si riteneva che la generalità, assieme all'astrattezza, fosse carattere essenziale della norma giuridica. Oggi, invece, una diffusa impostazione teorica, risalente ad Hans Kelsen, ritiene che l'esercizio di un potere si risolva sempre nella produzione di una norma giuridica, sia quando si estrinseca in atti normativi, quelli che rientrano tra le fonti del diritto (costituzione, legge, regolamento ecc.), sia quando si estrinseca in altri atti precettivi, quali sono i provvedimenti amministrativi e giurisdizionali ed i negozi giuridici di diritto privato, solo che, nel secondo caso, le norme prodotte non hanno i caratteri di generalità ed astrattezza che presentano invece le norme prodotte dalle fonti del diritto. Peraltro, anche atti formalmente normativi possono in certi casi contenere norme non generali ed astratte: ne è un esempio la cosiddetta legge-provvedimento, legge meramente formale priva di contenuto normativo.

## Collegamento con la tipicità
La norma generale non può però ricadere nell'eccesso opposto, cioè quello di recare una formulazione generica ed indeterminata: sarebbe al limite dell'illegittimità costituzionale, anche al di fuori dell'ambito dell'articolo 25 Cost. (in cui è prescritto il principio di tipicità della norma penale). Il meccanismo entro cui la norma giuridica opera è infatti quello di una fattispecie astratta, ma non polisemica al punto tale da non consentire la sussunzione al suo interno di singoli casi concreti, ben distinti da quelli che non rientrano nella volontà di normazione del Legislatore. In caso contrario l'arbitrio dell'interprete (giudice o amministratore) violerebbe il principio del legittimo affidamento del cittadino.